# Куровские
Куровские (пол. Kurowski) — дворянский род.
Определениями Правительствующего Сената от 17 июля 1867 года и 4 сентября 1868 года, утверждено постановление Черниговского дворянского депутатского собрания от 3 мая 1867 года о внесении во вторую часть дворянской родословной книги подполковника Александра Игнатьева Куровского, с женою его Амалией Андреевной), по чину корнета, полученному в 1805 году отцом его, ротмистром Игнатием Ивановым.
Польские шляхетские роды Куровских — гербов Любич, Наленч, Правдзиц, Стремя, Шренява, Слеповрон, Топор, Вонжик, Задора, Кур, Лелива и собственного.

Польский герб Куровский — вариант герба Слеповрон

## Описание герба
В золотом щите чёрный полумесяц с человеческим лицом, обращённый вниз. Над ним червлёный греческий крест.
Щит увенчан дворянским коронованным шлемом. Нашлемник: туловище турка (без рук) в золотой одежде и золотой чалме, пронзённое сзади диагонально червлёным копьем вправо. Намёт: справа — чёрный с золотом, слева — червлёный с золотом.
Герб Куровского внесён в Часть 13 Общего гербовника дворянских родов Всероссийской империи, стр. 62.